# باتريك فورد
باتريك فورد (بالإنجليزية: Patrick Ford)‏ هو صحفي أمريكي، ولد في 12 أبريل 1837، وتوفي في 23 سبتمبر 1913.